# Matrice (Italia)
Matrice è un comune italiano di 1 037 abitanti della provincia di Campobasso in Molise.

## Storia
Sicuramente i primi abitanti della zona furono i Sanniti, presenti in loco già dal IV secolo a.C., che nel 305 si scontrarono contro i Romani. Con la conquista definitiva nel I secolo, i santuari italici furono riconvertiti sotto il controllo della religione romana, e così anche il tempio di Colle Melaino, dove oggi sorge Santa Maria della Strada. Il borgo romano, non sviluppato come le città vicine (Fagifulae, Bojano), era semplicemente un abitato rurale dove si praticavano la pastorizia e l'agricoltura. Tale area oggi è detta Vicenne, e vi si trovano resti di case italiche lungo la strada che porta alla chiesa di Santa Maria. Poco distante dalle Vicenne sorgeva un altro villaggio, sviluppatosi con la conquista longobarda, ossia Casale.
Come tutto il Molise, anche Vicenne fu conquistata dai Longobardi nel VI secolo, senza che però venisse costruito un borgo fortificato. Con i Normanni, quando fu istituito il Contado di Bojano, nel XII secolo probabilmente sorse l'abitato attuale di Matrice, ossia Castello. Oltre al castello medievale, oggi sparito, nel 1246 fu costruita la prima chiesa dentro le mura, ossia San Silvestro. Il borgo si ampliò notevolmente nel XV secolo, quando per via del terremoto del 1456 gli abitanti delle contrade si trasferirono dentro le mura. Le risorse principali erano l'agricoltura e la transumanza, gestita dai dazi del governatore che risiedeva nel palazzo ducale, accanto alla chiesa di San Silvestro, probabilmente dove sorgeva il castello. Tale semplice economia rurale continuò fino alla conquista napoleonica del Molise nel 1799 e con la successiva abolizione del feudalesimo nel 1806.
Dal catasto onciario si deduce che il piccolo villaggio nel 1532, sotto i De Capua, contava 140 abitanti. Nel primo Medioevo il feudo era stato dei Luparia, poi dei Da Ponte (XV sec.), che governarono per conto degli Aragonesi. Successivamente (dopo il controllo dei conti di Termoli nel 1495), passò a diverse famiglie, per poi tornare nel 1705 a Termoli, sotto la giurisdizione della vicina Montagano, in alternanza con Gambatesa, roccaforte dei De Capua.
La famiglia Pacca fu l'ultima feudataria. Anche dopo i moti del 1821 e del 1848 a Matrice rimase il clima di economia contadina, con un alto tasso di analfabetismo. Prima del 1861 Matrice divenne comune autonomo e, dopo l'unificazione italiana, fu istituito l'obbligo scolastico. Anche Matrice attraversò il periodo turbolento del brigantaggio e dello strapotere dei proprietari terrieri, che imponevano tasse ai contadini che lavoravano le loro terre. Proteste ci furono nel 1868, quando fu applicata una tassa sul macinato, e iniziò il fenomeno migratorio verso il nord.
Nel Novecento l'emigrazione si spostò anche all'estero. Benché danneggiata relativamente nel 1944 dai bombardamenti (eccezion fatta per la chiesa di Sant'Antonio), Matrice non vide spiragli di cambiamento economico e negli anni '50 il fenomeno migratorio riprese. Nel 1948 fu inclusa nella provincia di Campobasso. Attualmente, benché l'economia sia principalmente ancora incentrata sull'agricoltura, Matrice, con la riscoperta culturale del patrimonio artistico molisano, è diventata famosa grazie agli studi sulla chiesa fuori dal borgo di Santa Maria della Strada, ritenuta tra le più antiche e meglio conservate della regione.

### Simboli
Lo stemma e il gonfalone sono stati concessi con decreto del presidente della Repubblica del 31 gennaio 1992.
Il gonfalone è un drappo di giallo.

## Monumenti e luoghi d'interesse

### Chiesa di Santa Maria della Strada

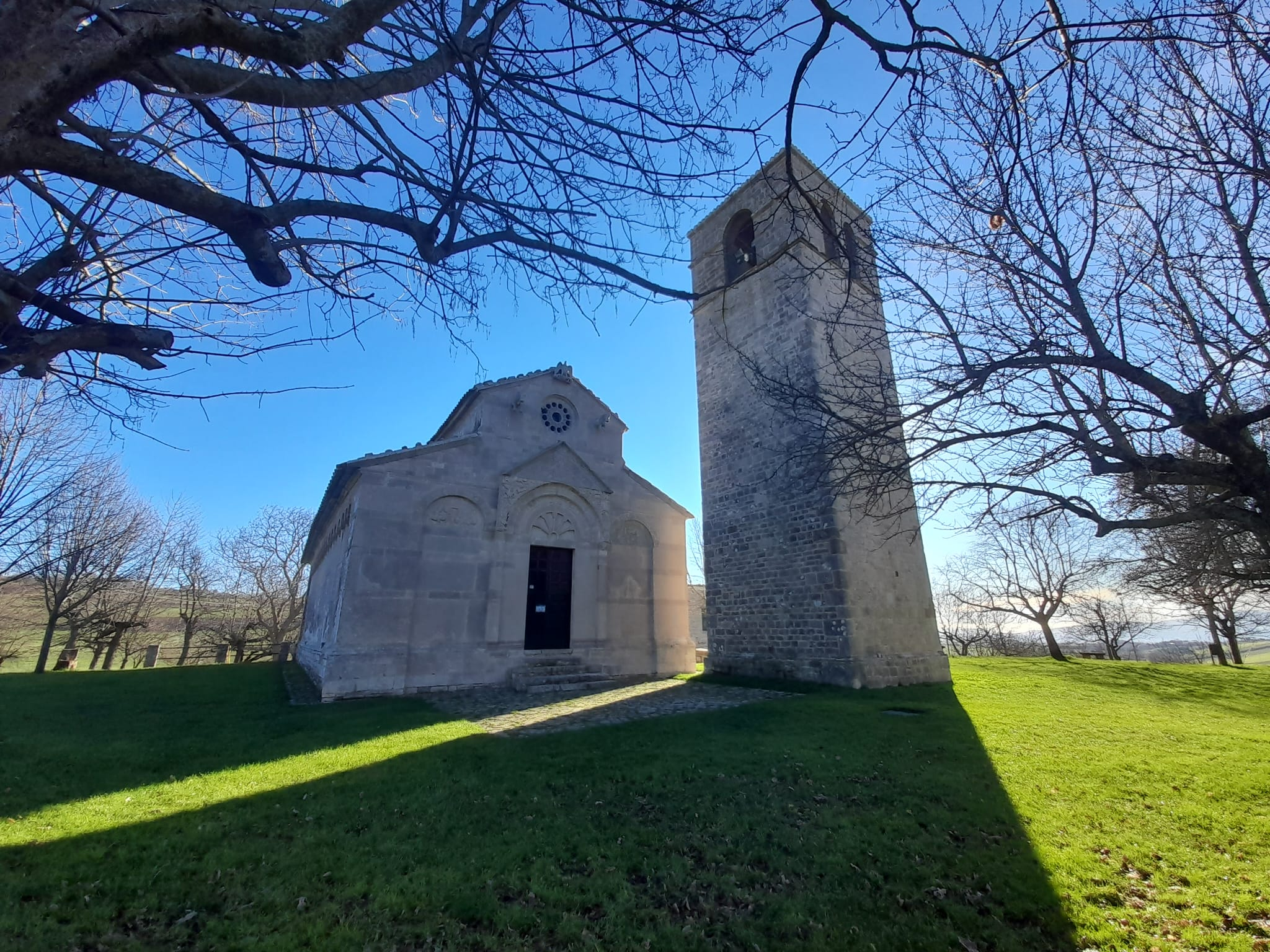
La chiesa di Santa Maria della Strada

La chiesa si trova sopra un piccolo colle a nord del centro; le origini sono legate al periodo in cui il feudo era governato da Roberto Valerio (XII secolo); pare che egli stesso abbia voluto la costruzione del tempio. A testimonianza del periodo della costruzione c'è un'iscrizione latina sulla fontanella a colonna, situata alla fine della scalinata di accesso. La chiesa divenne un monastero benedettino, andato in rovina dopo il terremoto del 1465, di cui oggi non rimane traccia, eccetto la chiesa. Il monastero era citato anche in una bolla di Anastasio IV del 1153, quando era amministrato dall'abate Pietro, arcivescovo di Benevento. Il cardinale Orsini di Benevento dopo il terremoto restaurò la chiesa, che venne riaperta nell'anno 1703. Nel 1889, grazie all'interessamento di Vincenzo Ambrosiani, all'epoca arciprete di Monacilioni, la chiesa di Santa Maria divenne monumento nazionale.
La chiesa rappresenta uno dei simboli più interessanti del romanico molisano. Ha pianta rettangolare con la facciata a salienti e una torre campanaria staccata a base quadrata. La facciata è di gusto romanico, con aggiunte di bassorilievi di gusto regionale, come la presenza del toro sulla destra del protiro, che fa da capitello sopra una figura di San Michele, con due pavoni che bevono in un vaso posto sopra il suo capo a indicare l'immortalità promessa all'umanità. Sopra il rosone a motivi floreali, a mo' di corona, ci sono un cavallo, una civetta e una scena di guerra: due uomini in lotta, sopra un cavaliere che uccide un leone che aveva azzannato il suo cavallo. Il leone rappresenterebbe la violenza, ossia Satana, contro cui l'uomo combatte, illuminato dalla Fede Divina.
Nel centro del timpano troneggia una figura femminile tra pavoni, forse la castellana di Matrice, moglie di Roberto Valerio, oppure il simbolo della purezza dell'anima nel Paradiso. A nord, sul portale secondario, sono riportate delle parole dal Vangelo di Matteo (Chi farà la volontà del Padre mio, che è nei cieli, entrerà nei cieli). La scena successiva ritrae Alessandro Magno rapito in cielo da due grifoni, riadattato come Gesù che, con la sua bontà, attira le anime nel Paradiso. Il materiale è di spoglio, poiché nei pressi della chiesa è stata ritrovata una villa romana.
Sulla sommità del tempio un'aquila porta tra gli artigli tre teste umane, a simboleggiare il Cristo risorto che salva due vite dalla morte; il rosone in basso ha un foro centrale con 12 archi, a simboleggiare Cristo e gli Apostoli. Ai lati del rosone fuoriescono delle figure legate al mondo pastorale, tema caro agli artisti del Molise in epoca medievale: le figure sono buoi con zampe penzolanti, a rappresentare la forza e la pazienza. La lunetta di destra mostra un uomo che suona il corno da caccia, con ai lati dei cervi in fuga. In alto un cavallo è inseguito da un uomo con una forca tra le mani; nella lunetta a sinistra un uomo è infilzato da un cavaliere, mentre dalla parte opposta c'è un cavallo legato ad un albero, con alle spalle un bosco in forme stilizzate.
Nel protiro ci sono degli archetti concentrici decorati con foglie a rosetta e dentelli; tra quest'arco dorato e i dentelli ci sono due draghi che divorano due uomini, a rappresentare la morte cristiana. Il primo drago inghiotte la vittima (segno della morte), e l'altro lo vomita (simbolo della resurrezione delle anime).
L'interno è stato restaurato eliminando le aggiunte barocche, e con il ripristino del pavimento danneggiato dagli anni. Diviso in tre navate con colonne cilindriche, arcate a tutto sesto, e soffitto a capriate, presso l'altare accoglie una statua lignea molto antica della Madonna col Bambino, che con una mano regge il globo terrestre. Altra opera è un crocifisso ligneo appartenente alla corrente dei Christus patiens; l'acquasantiera quattrocentesca sulla prima colonna di destra è in pietra, con una croce incisa e quattro rosette (emblema della Passione), con grappoli d'uva e foglie (simbolo dell'Eucaristia). Sempre a destra si trova un sarcofago monumentale del XIV secolo in stile gotico, tomba del beato Berardo d'Aquino. Esso poggia su quattro colonnine sorrette da leoni e da due dadi terminanti con capitelli in stile corinzio. Nel mezzo è raffigurato il Redentore, che guarda il defunto e regge con la sinistra il libro degli Evangelisti, mentre con la destra lo benedice. Sul timpano è scolpito l'Agnus Dei, insieme ad un'aquila che sostiene un leggio con un libro, e un angelo che trafigge un drago (San Michele).

### Villa romana
Si trova a 200 metri circa a nord della chiesa di Santa Maria. Fu scoperta negli anni '70 durante la costruzione di una strada comunale e, su invito della Sovrintendenza dei Beni Culturali, furono condotti degli scavi per conto delle Università di Sheffield e di Aberdeen (1980-84). La villa rustica fu costruita nel III secolo a.C., nel periodo della prima colonizzazione romana del Sannio. Fu abitata sino al VI secolo d.C.; venne poi abbandonata e sopra di essa fu costruita una cascina nel 1600.
La prima struttura in pietra a blocchi poligonale risale al 200 a.C.; successivamente nel periodo romano venne realizzata una fattoria vera e propria in cui veniva praticata la coltivazione dei cereali e delle viti. La porzione meglio conservata è quella più tarda del I secolo d.C., quando la villa venne ristrutturata e rivestita alla maniera dell'opus reticulatum. L'edificio è diviso in tre ali, con cortile centrale. Nonostante sia così grande, mancano gli allineamenti con le ville rustiche degli Appennini; il pavimento è semplice, ad esempio di malta, pietrisco e tegole frantumate. Probabilmente la villa appartenne a un aristocratico locale e fu gestita da un affittuario, visto il contesto molto mediocre come livello artistico.
Del V secolo d.C. sono degli oggetti di importazione, come ceramica africana, ed elementi di scambio coevi con i ritrovamenti del sito di Fagifulae a Montagano, a pochi chilometri di distanza.

### Parrocchia di San Silvestro
Chiesa madre di Matrice, si trova in centro, risalente al XIII secolo. L'anno di fondazione sarebbe il 1246, come dimostra un'iscrizione posta sul campanile. Nel corso dei secoli venne ricostruita più volte, fino a una lenta decadenza. Nel 1851 venne interdetta al culto dal cardinale Carafa perché in pessime condizioni e venne finanziato un restauro. Venne riaperta nel 1870, in forme molto alterate rispetto all'originale costruzione barocca. Nel 1891 un incendio danneggiò nuovamente la chiesa, che venne riconsacrata il 14 maggio 1896 dall'arcivescovo cardinal Di Rende.
Nell'incendio andarono in parte distrutte anche le reliquie del patrono sant'Urbano, donate da papa Benedetto XIV e collocate dall'arcivescovo Francesco Pacca il 31 maggio 1752 in una cassa speciale.
La chiesa oggi si presenta con l'esterno in conci di pietra squadrati, con una facciata molto semplice e un campanile di fattezze medievali. L'interno a navata unica è neoclassico, assai semplice, conservando di interesse solo il coro ligneo seicentesco, donato da don Scipione De Rubertis.

### Chiesa di Sant'Antonio
La chiesetta si trova nei pressi del monumento ai Caduti e risale al XVII secolo. Restaurata in maniera pesante dopo il 1945, con una facciata chiaramente in contrasto, per l'aspetto moderno, con il resto della costruzione, ha pianta rettangolare con navata unica. Sono conservati due dipinti cinquecenteschi, La fuga in Egitto e Nazareno che chiama Pietro. Nel 1779 Paolo Gamba dipinse la Madonna del Carmelo e la Natività della Vergine.

### Palazzo Ciaccia
Si trova in via Francesco Caccia, nel centro storico, e risale al XVIII secolo, probabilmente eretto sull'antico castello medievale. In seguito al terremoto del 1805, il palazzo venne restaurato e ampliato con l'annessione di alcune case in un unico blocco. La struttura è realizzata in pietra locale, estratta dalla cava presso il cimitero, attualmente ricoperta da intonaco.
Importante è il portale a due colonne con basamento, su cui poggia un arco riccamente lavorato sul quale compare lo stemma della famiglia Ciaccia, ornato da ghirlande d'alloro, caratterizzato da un'aquila a due teste, in ricordo delle origini bulgare della famiglia.
Al palazzo si accede da una galleria, nella quale si trovano ingressi alle stalle e alle stanze della servitù. Altri ambienti dei piani superiori sono rimasti nelle loro forme eleganti ottocentesche, con arazzi e arredamento ligneo originale, insieme al camino in pietra bianca. Si trova anche una cappella privata, dedicata a san Nicola di Bari, con cupola caratterizzata da raggi dorati barocchi, alternati a nuvole, e con pareti stuccate in falso marmo.

## Società

### Evoluzione demografica
Abitanti censiti

### Tradizioni e folclore
La principale festa di Matrice è quella del patrono Sant'Urbano, celebrato la terza domenica di maggio insieme alla Madonna della Strada, con solenne processione dal paese fino alla chiesa campestre. Le statue in legno vengono fatte sfilare in processione fino all'ingresso della chiesa a bordo di carri trainati da buoi.
Il programma religioso successivamente si alterna al programma civile con balli, concerti in centro e degustazioni di prodotti tipici. La festa vera e propria della Madonna della Strada si celebra il 14 e il 15 agosto.

## Amministrazione
Di seguito è presentata una tabella relativa alle amministrazioni che si sono succedute in questo comune.
| Periodo        | Periodo        | Primo cittadino            | Partito                                    | Carica  | Note  |
| -------------- | -------------- | -------------------------- | ------------------------------------------ | ------- | ----- |
| 29 giugno 1988 | 6 maggio 1993  | Michele Cirino             | Partito Socialista Italiano                | Sindaco | [ 6 ] |
| 20 giugno 1993 | 28 aprile 1997 | Michele Cirino             | Partito Socialista Italiano                | Sindaco | [ 6 ] |
| 28 aprile 1997 | 14 maggio 2001 | Michele Cirino             | Socialisti Italiani                        | Sindaco | [ 6 ] |
| 14 maggio 2001 | 30 maggio 2006 | Giovanni Gennaro Ventresca | lista civica                               | Sindaco | [ 6 ] |
| 30 maggio 2006 | 17 maggio 2011 | Michele Cirino             | lista civica                               | Sindaco | [ 6 ] |
| 17 maggio 2011 | 5 giugno 2016  | Domenico Antonio Zampini   | lista civica Matrice.... è ora di cambiare | Sindaco | [ 6 ] |
| 5 giugno 2016  | 3 ottobre 2021 | Arcangelo Lariccia         | lista civica Matric'è                      | Sindaco | [ 6 ] |
| 3 ottobre 2021 | in carica      | Arcangelo Lariccia         | lista civica Matric'è                      | Sindaco | [ 6 ] |